# 朱景辉
朱景辉（1961年—），汉族，中华人民共和国政治人物、第十一届全国政协委员。
担任香港伟确投资集团董事长。2008年，当选第十一届全国政协委员，代表特别邀请人士，分入第五十七组。